# Paul Schneider (Kunstschnitzer)
Paul Schneider (* 2. Januar 1892 in Annaberg; † 11. August 1975 in Annaberg-Buchholz) war ein deutscher Holzschnitzer, der als einer der bedeutendsten erzgebirgischen Schnitzkünstler gilt.

## Leben
Der Sohn eines Annaberger Schlossermeisters kam bereits als Jugendlicher mit dem Schnitzen in Berührung, in welcher Zeit er vor allem Bergleute und Bergmannsdarstellungen fertigte. Er erlernte den Beruf eines Bäckers und Konditors, in dem er jedoch nur einige wenige Jahre tätig war. Er war Gründungsmitglied und Schriftführer des 1914 gegründeten Schnitz-Vereins zu Frohnau. Im Ersten Weltkrieg diente er an der Ostfront, wo er in Kriegsgefangenschaft geriet. Nach der Rückkehr in die Heimat ging er verstärkt dem Schnitzen als Zuverdienstmöglichkeit nach. Nachdem er 1920 als Konditor arbeitslos geworden war, wurde das Schnitzen zum Haupterwerb. Eine Gewerbeerlaubnis als Kunstschnitzer beantragte und erlangte er 1921. Im gleichen Jahr war er Mitbegründer und danach bis zur kriegsbedingten Schließung 1944 Schnitzlehrer an der Schule, die als angegliederter Teil der damaligen gewerblichen Schule in Annaberg gegründet wurde und heute seinen Namen trägt. Im Winterhalbjahr 1937/38 war er an der von Friedrich Emil Krauß und dem Sächsischen Heimatwerk in Schwarzenberg durchgeführten Feierohmd-Schau beteiligt, die über 330.000 Besucher anlockte.
Laut Gleisl und Schmiedel handelte Schneider nach dem Grundsatz, jeden Auftrag anzunehmen und zu realisieren. Den Großteil seiner Arbeiten fertigte er für private Auftraggeber, nahm aber auch Aufträge der NSDAP-Ortsgruppe Annaberg an, für die er zum Beispiel 1928 einen SA-Mann für den Führer schnitzt. Erzgebirgische Bergmannsfiguren schnitzte er für die Reichsleiter der NSDAP bei ihrem Besuch in Annaberg und 1929 für Adolf Hitler, Rudolf Heß, Robert Ley und 1935 für den Reichsstatthalter Martin Mutschmann. Auf Befürwortung des Letzteren wurde Paul Schneider noch im Dezember des gleichen Jahres in die Reichskammer der Bildenden Künste aufgenommen. Ein politisches Engagement ist hingegen nicht bekannt. Nach dem Ende des Zweiten Weltkriegs wurde ihm von den nun herrschenden Kommunisten vorgeworfen, während des Dritten Reichs Auftragsarbeiten für Nazigrößen und kriegsverherrlichende Motive geschnitzt zu haben, was zu einer Ausgrenzung von öffentlichen und staatlichen Aufträgen führte. Von 1947 bis 1958 war er Leiter der wiedereröffneten Schnitzschule von Annaberg und gleichzeitig in der örtlichen Volkshochschule tätig. Bei einem am 16. November 1965 erlittenen Dachstuhlbrand in seinem Wohnhaus in Annaberg-Buchholz, Zürcherplatz 4, wurde eine bedeutende Anzahl seiner privat behaltenen Werke vernichtet. Er starb 1975 im 83. Lebensjahr in Annaberg-Buchholz.
Er war mit Martha geb. Schreiter verheiratet. Das Paar blieb kinderlos.

## Werke
Schneider schnitzte eine große Vielzahl erzgebirgstypischer Figuren, wie zum Beispiel Bergleute, Waldarbeiter, Holz- und Beerensammler, Pilzsucher, historische Figuren usw. Vor allem in seinem fortschreitenden künstlerischen Wirken widmete er sich aber auch größeren Motiven mit größeren Gestaltungsvarianten wie zum Beispiel Krippen, Leuchter, Pyramiden aber auch Bergparaden.
Von den weit über 300 erhaltenen Schnitzwerken von Paul Schneider befinden sich einige unter anderem im Bergbaumuseum Bochum, in der Manufaktur der Träume und dem Erzgebirgsmuseum in Annaberg-Buchholz, aber auch in großer Zahl in Privatbesitz. Im Erzgebirgsmuseum sind zum Beispiel eine Holzbüste von Barbara Uthmann und eine Figurengruppe von Bergleuten erhalten; in der Manufaktur der Träume wird eine Figurengruppe von Hüttenwerkern gezeigt. Für die Christuskirche Oelsnitz schuf er die Weihnachtskrippe und weitere Figuren. In der Peter- und Paul-Kirche in Vielau stammt ein bergmännischer Kanzelträger von ihm.